# Bergseweg

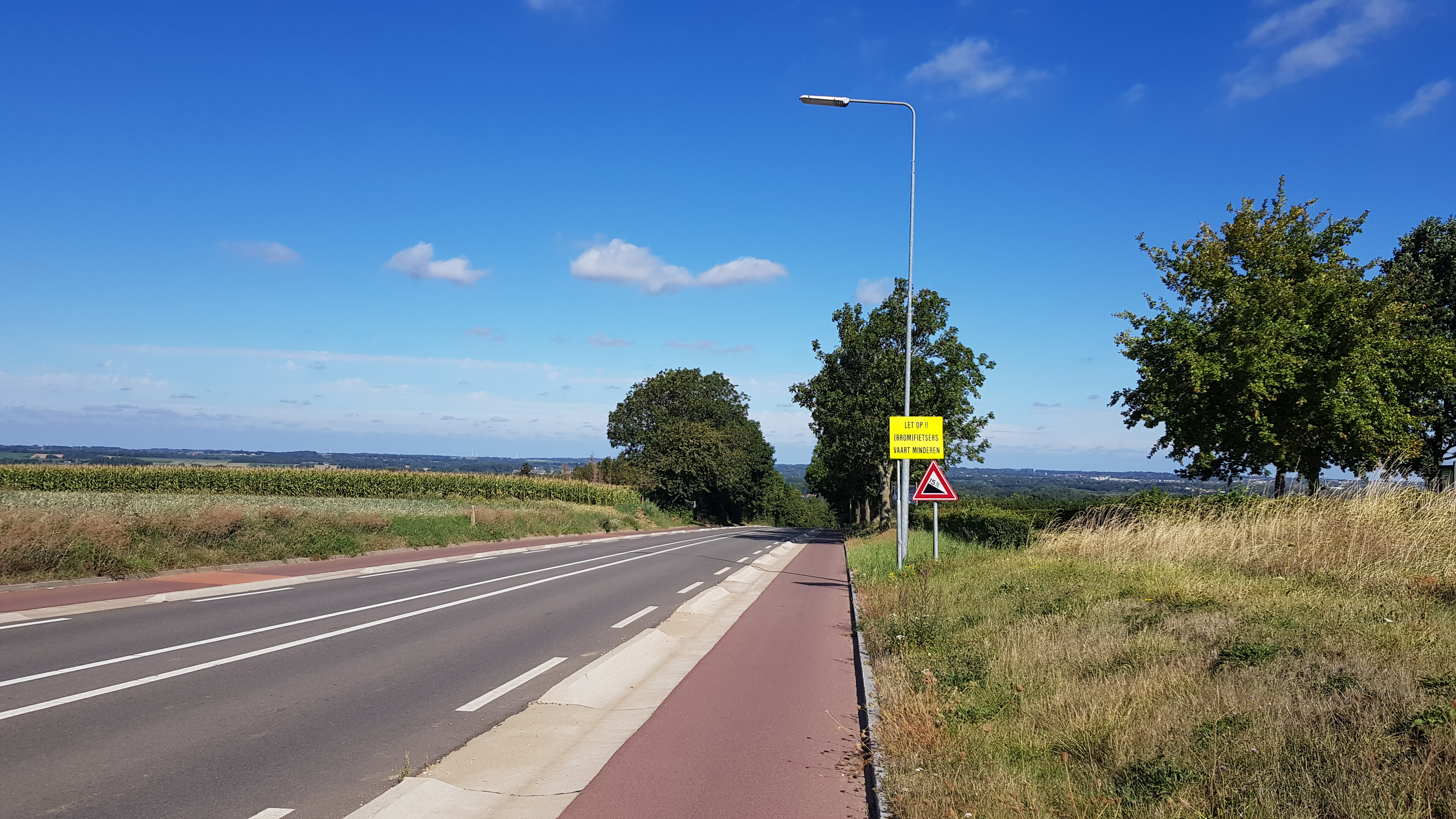
Bergseweg

De Bergseweg is een straatnaam en heuvel in het Heuvelland gelegen tussen Voerendaal en Ubachsberg in het zuiden van de Nederlandse provincie Limburg.
Ten oosten wordt de heuvel begrensd door het Droogdal van Kunrade en ten westen door het droogdal waarin Winthagen gelegen is.

## Wielrennen
De helling is meermaals opgenomen in de wielerklassieker Amstel Gold Race. De klim wordt dan eenmaal bedwongen, als vierde klim na de Lange Raarberg en voor de Sibbergrubbe.
Ook werd de helling maar liefst twintigmaal bedwongen op het  WK wielrennen 1967 te Heerlen, waarin Eddy Merckx Jan Janssen uiteindelijk met een halve wiellengte versloeg en zijn eerste wereldkampioenschap won.

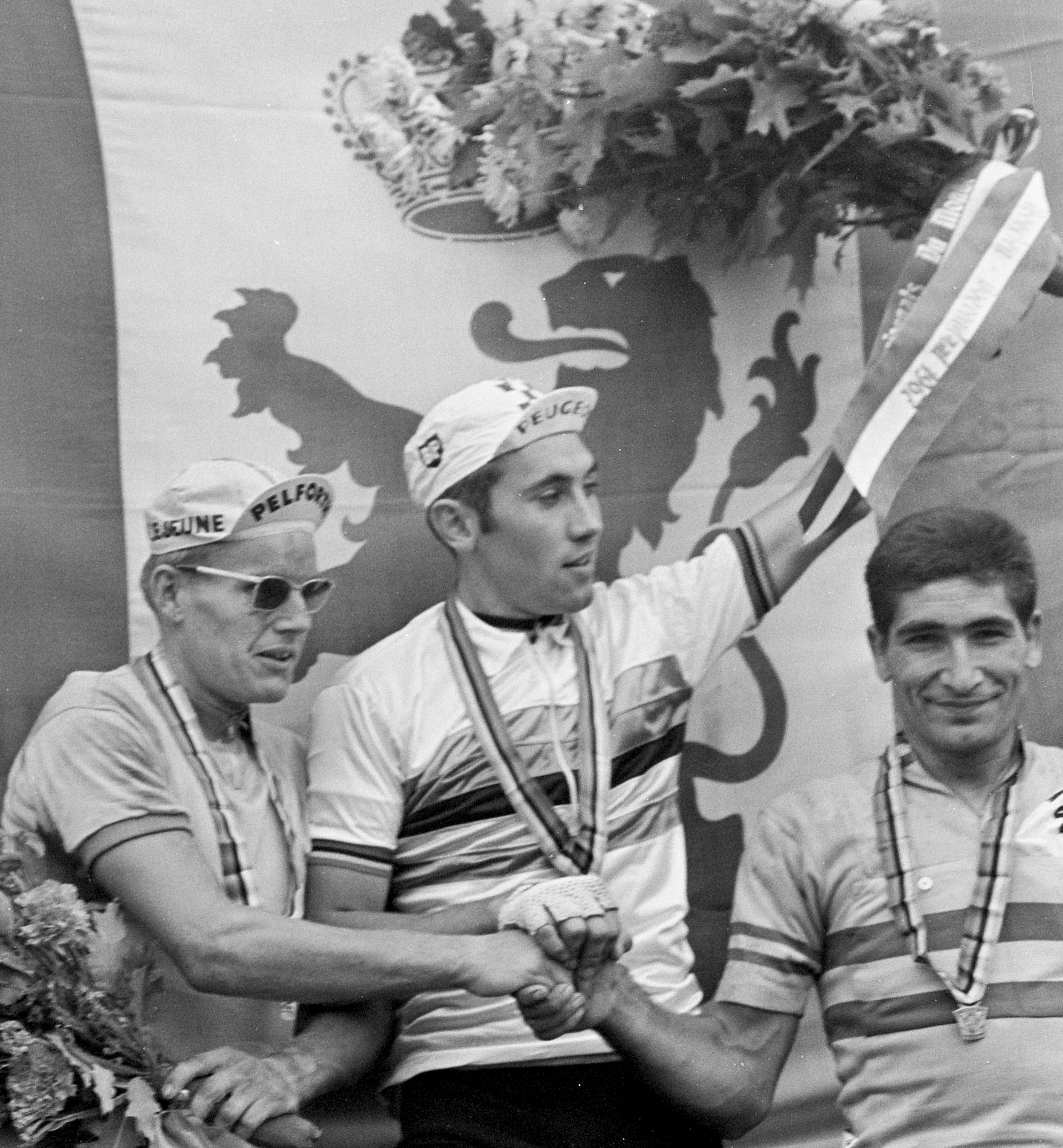
Podium WK wielrennen 1967

De Bergseweg was in 2014 onderdeel van de 6e etappe van de Eneco Tour.